# 定量
定量屬性是指以數量形式存在着的屬性，並因此可以對其進行測量。測量的結果用一個具體的量（稱為單位）和一個數的乘積來表示。以物理量為例，距離、質量、時間等都是定量屬性。很多在社會科學中考查到的屬性，比如能力、人格特徵等，也都被視作定量的屬性來進行研究。